# Drosophila carablanca
Drosophila carablanca är en tvåvingeart som beskrevs av Hunter 1979. Drosophila carablanca ingår i släktet Drosophila och familjen daggflugor.
Artens utbredningsområde är Colombia.